# Wożuczyn
Wożuczyn (prononciation [vɔˈʐut͡ʂɨn]) est un village de la gmina de Rachanie, du powiat de Tomaszów Lubelski, dans la voïvodie de Lublin, situé dans l'est de la Pologne.
Il se situe à environ 4 kilomètres au nord de Rachanie (siège de la gmina), 17 kilomètres au nord-est de Tomaszów Lubelski (siège du powiat) et 103 kilomètres au sud-est de Lublin (capitale de la voïvodie).

## Administration
De 1975 à 1998, le village est attaché administrativement à l'ancienne voïvodie de Zamość.

Depuis 1999, il fait partie de la nouvelle voïvodie de Lublin.

## Galerie
Quelques vues de Wożuczyn

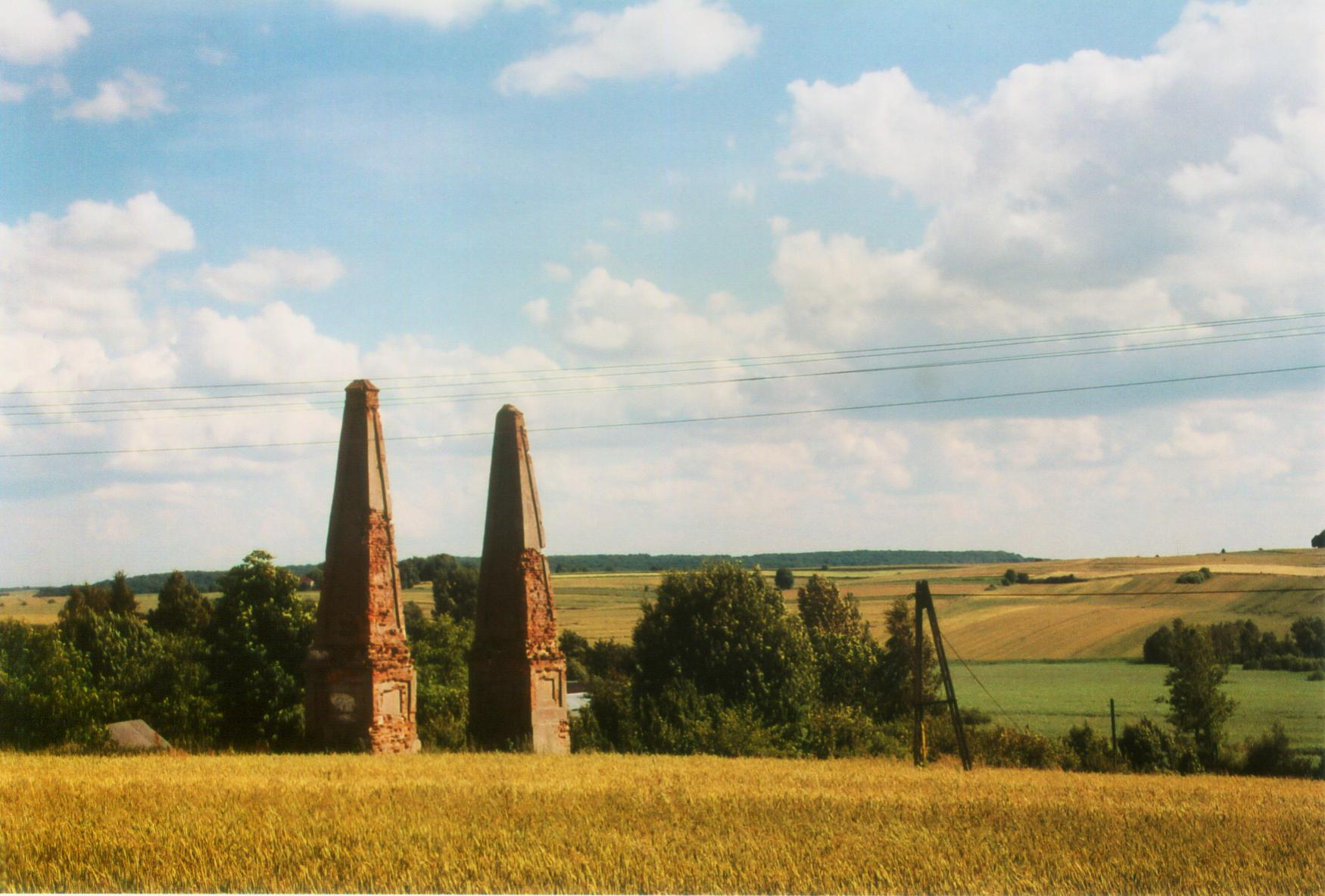
Les obélisques sont les restes des portes du palais
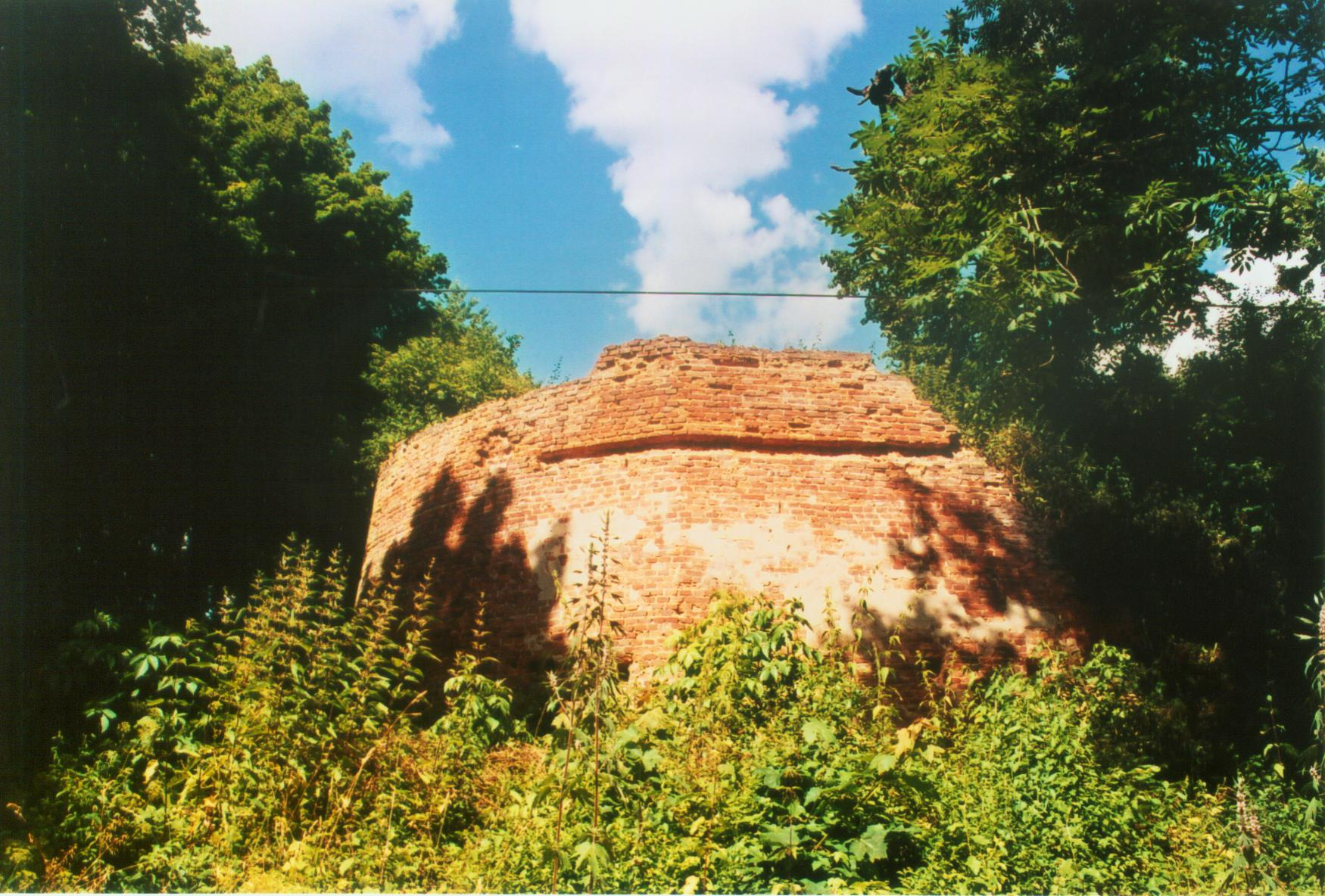
Les vestiges des remparts